# Kunga Samten Dewatshang
Kunga Samten Dewatshang aussi écrit Kunga Samten Dewatsang (tibétain : ཀུན་དགའ་བསམ་གཏན་བདེ་བ་ཚང, Wylie : kun dga' bsam gtan bde ba tshang) (Lithang, 1914-Guwahati, 29 août 1985) est un membre dirigeant du Chushi Gangdruk. Il est un des artisans de la fuite réussie du dalaï-lama depuis le Norbulingka en 1959, et dû en conséquence fuir aussi en Inde.

## Biographie

### Enfant moine
Kunga Samten Dewatshang est né en 1914 dans le village de Mohla Kashar à Lithang (Tibet oriental).
Kunga est le septième enfant de la famille Dewatshang et, comme deux de ses frères aînés, il est envoyé au monastère. À 8 ans, il rejoint Monzo Gonpa, le monastère local pour quelques années. Cependant, son deuxième frère aîné, Bobo Khyenrab, échoue dans le commerce, amenant se famille à perdre leur maison ancestrale. Kunga quitte alors le monastère pour devenir commerçant pour sa famille.

### Entreprise commercial
En 1931, Kunga apprend le métier auprès de l'homme d'affaire, Kunga Tsultrim, qu'il accompagne à Lhassa, ville dont il ressent l'attraction.
Il gagne en confiance après avoir réussi à vendre du bétail sur un marché en plein air à Lhassa. Il créer alors sa propre entreprise et renonce définitivement à ses vœux monastiques. Il épouse une fillette de 13 ans, avec qui il s'installe alors qu'elle a 15 ans. Quand sa femme entre dans sa famille, Kunga atteste d'une égalité relative entre hommes et femmes au Tibet.

### Pèlerinage et installation à Lhassa
À la demande d'un responsable du Monzo Gonpa, Kunga se rend à nouveau à Lhassa en pèlerinage, en compagnie de sa femme, avec qui il s'installe à Lhassa.
Kunga Samten Dewatshang est à Lhassa en pèlerinage quand survient le séisme de 1950 en Assam et au Tibet qui frappe Lithang et dont il ressent un grondement. Deux de ses sœurs restées à Lithang ont été tuées.

### Membre du Chushi Gangdrug
Kunga et son épouse sont témoins de changements dans les années 1950 avec l'arrivée des Chinois au Tibet. Des réformes ciblent les familles riches, Kunga et sa famille doivent abandonner leur foyer ; les Tibétains du Kham subissent injustices et atrocités. En février 1956, une révolte éclate dans la région de Litang Gonchen, un camp chinois voisin est attaqué. En mai 1956, la révolte s'étend menant à la constitution d'une force d'opposition contre les Chinois dans le Kham. En 1957, un niveau d'opposition critique est atteint. Kunga et ses associés sont d'avis « tout à fait clairement que le moment était venu d'agir ». Kunga participe à une première réunion de responsables tibétains le 4 juillet 1957 à Lhassa. Pour Kunga, il s'agit de « la première grande réunion des chefs des 23 tribus du Kham et de l'Amdo ». Ces réunions aboutissent à la fondation du Chushi Gangdrug, un mouvement clandestin indépendant du Kashag. Kunga facilite le contact entre Chushi Gangdrug et le dalaï-lama par l'intermédiaire de Phala Thubten Woden. Les Chinois, supérieurs en troupes, dominent cependant tout le Tibet oriental. Ils instituent le « Dagpo Chingdol », ou la libération des serfs, suivi par des « réformes démocratiques » où les possessions des riches sont réparties entre le peuple. Ceux qui s'y opposent sont arrêtés ou exécutés publiquement, comme ce fut le cas du frère aîné de Kunga, Bobo Khyenrab.
Quand la religion commence à être opprimer de façon importante, le Chushi Gangdrug entre en action. Selon Kunga, « Les monastères ont été rasés, leurs écritures saintes et leurs images pillées et détruites. Les moines furent déshonorés et torturés. Les pratiques religieuses étaient interdites. Les communistes ont déclaré que ceux qui portaient des robes religieuses étaient des ennemis du peuple et de leurs frères libérateurs chinois ».
En 1958, Kunga Samten Dewatshang devient l'un des dirigeants du Tensung Dhanglang Maggar (Force volontaire pour la défense du bouddhisme) formé par le Chushi Gangdruk à la suite des atrocités croissantes des militaires chinois.
Le 16 juin 1958, le Chushi Gangdrug tient sa première réunion officielle près de son siège dans le Lhokha. Cinq mille personnes assistent à la réunion, une éthique, des objectifs et un drapeau sont élaborés. A cette époque, l'épouse de Kunga tombe malade et il retourne régulièrement à Lhassa pour s'occuper d'elle.
Le Chushi Gangdrug évolue d’un groupe de guérilla à une branche presque autonome de résistance. Lors d'un conflit dans la région de Dra, des moines du monastère de Gongkar aident le Chushi Gangdrug à tendre une embuscade à l'Armée populaire de libération (APL). Kunga déclare : « Nous pouvions voir des traces des camions chinois détruits dans la vallée. Les moines avaient fait rouler de gros rochers, dont certains avaient heurté directement les camions… Nous avons été rejoints ici par des membres de l'armée tibétaine, qui nous ont enseigné des exercices ». A cette époque, Kunga est informé de la situation au Norbulingka qui l'amène à escorter le dalaï-lama en dehors de Lhassa.

### Évasion du dalaï-lama du Tibet en Inde
Le 10 mars 1959, des milliers de Tibétains convergent au Norbulingka, le palais d'été du dalaï-lama, le bruit court qu'il risque d'être enlevé par les militaires chinois. La situation va perdurer jusqu'au 17 mars : le dalaï-lama tente de masquer sa fuite imminente en communiquant avec les communistes chinois en utilisant leur vocabulaire, qualifiant les Tibétains rassemblés d'« éléments réactionnaires du mal » et de « clique réactionnaire ». Pendant ce temps, Kunga Samten Dewatshang et d'autres dirigeants du Chushi Gangdrug, se demandaient que faire face à cette situation. Au jugement d'une divination religieuse, il fut décidé que Kunga Samten Dewatshang aiderai le dalaï-lama à fuir.
Kunga a dirigé et planifié la mission visant à escorter le dalaï-lama. Kunga Samten Dewatshang et ses troupes ont discuté, avant le 16 mars et probablement le 14 mars , d'un plan secret d'évasion avec trois ministres du Kashag d'une faction anti-chinoise qui avaient la responsabilité de planifier la stratégie d'évasion. Le secret était essentiel pour ne pas divulguer le plan à la faction pro-chinoise du Kashag pour éviter que ses membres n'en informent l'APL. Ces trois ministres du Kashag décidèrent de confier au Chushi Gangdrug la responsabilité d'escorter le dalaï-lama lors de son évasion. Selon ce plan, le 17 mars à 10 heures du soir, le dalaï-lama serait déguisé en soldat et emprunterait un itinéraire défini. Les troupes de Kunga Samten retrouveraient le dalaï-lama et son entourage sur les berges de la rivière Kyichu et chevaucheraient le long du Kyichu à proximité d'un camp sensible de l'APL sur la berge opposée. La route se situait entre la rivière et la colline de Sharchog Karpori. Le Chushi Gangdrug décide de positionner des combattants sur le Sharchog Karpori pour parer aux attaques potentielles de l'APL, et d'autres combattants en amont, à proximité d'un autre camp de l'APL. L'opération devant se dérouler dans l'obscurité, un mot de passe fut défini pour éviter de s'attaquer par erreur, et un morceau de tissu jaune marqué de deux bandes rouges fut distribué. Les responsables du Norbulingka devaient donner toutes les armes de l'armée tibétaine à Kunga et ses troupes. Ainsi, le gouvernement tibétain et l’armée tibétaine confiait ses armes pour protéger le dalaï-lama. Kunga commente ainsi ce qu'il a ressenti : « La présence parmi nous de la personne la plus importante du pays nous a inspiré à remplir nos fonctions au mieux de nos capacités. Nous étions vigilants à tout moment… Nous avions sous notre garde l'être saint pour lequel des dizaines de milliers de Tibétains étaient prêts à donner leur vie, la personne sur qui la survie et l'avenir du Tibet dépendait. Il était non seulement notre maître spirituel mais aussi notre leader politique. Chaque Tibétain, peu importe d'où il venait ou à quelle tribu il appartenait, plaçait sa confiance en lui. Il était pour nous le cœur même du Tibet ».
La nouvelle de la fuite du dalaï-lama s'est répandue parmi les Tibétains, mettant en danger l'opération. À Kyishong (Kyesheng), les villageois venaient le voir. La présence potentielle d'espions à la solde des Chinois effrayait Kunga. 
Le 18 mars, dans la nuit, Kunga Samten Dewatshang, Tashi Perag, Gyalpön Kelsang Damdul, le chef de la garde de sécurité du dalaï-lama Kusung Depön, Kundeling Dzasa et trois ministres se sont réunis pour définir l'itinéraire du lendemain. Kundeling Dzasa proposa la route la plus courte vers le Bhoutan mais Kunga Samten Dewatshang avança qu'il était moins dangereux d'aller en direction de l'est vers Dra, où il avait envoyé un émissaire pour informer le Chushi Gangdrug de leur arrivée. Kusung Depön accepte cette proposition et aucun ne s'y est opposé.
En tant que membre du Chushi Gangdruk escorte le dalaï-lama depuis le palais d'été du Norbulingka lors de la première partie de son voyage vers l'Inde.
Il doit ensuite tâché de retenir les Chinois. La collaboration entre le Chushi Gangdrug et le Kashag évolue amenant ce dernier à ouvrir ses coffres à Kunga et à ses collègues. Kunga affirme : « J'ai reçu une lettre du Kashag m'autorisant à utiliser les biens gouvernementaux que je voulais ».
Alors que Kunga escortait le dalaï-lama en lieu sûr, sa femme et ses filles fuient le Tibet. Au monastère à Jayul, sa femme demande une audience avec au dalaï-lama. Initialement refusée, elle est acceptée du fait de l'aide de Kunga pour le dalaï-lama. À la suite de cette audience, Kunga et son épouse réalisent que leur famille allait être poursuivie par les Chinois. Kunga écrit : « C'est avec le cœur lourd que j'ai réalisé pour la première fois que nous devions nous réfugier en Inde. Même si cela a toujours été une option dans notre esprit, nous n’y avons jamais sérieusement pensé pendant que nous combattions encore ». Ainsi, Kunga et sa famille entreprennent la longue et difficile traversée de l'Himalaya vers l’Inde.

### Le Chushi Gangdrug se rend au gouvernement indien
Après la fuite du Dalaï Lama, l’idée d’une nouvelle bataille avec les troupes communistes chinoises fut abandonnée. Andrug Jindak a persuadé Kunga Samten Dewatshang à Tawang de remettre ses armes aux autorités indiennes. Shangri Lhagyal et d'autres combattants du Chushi Gangdrug ont remis leurs armes aux responsables indiens à Tezpur, en Inde. Ils offrirent un cheval et une khata (écharpe tibétaine) aux gardes indiens et accomplirent les formalités, et traversèrent la frontière où ils furent accueillis par un représentant du gouvernement tibétain Tsedrung Jampa Wangdu. Le 29 avril 1959, ils remirent leurs fusils, munitions et toutes autres armes au commissaire adjoint du district de Tezpur et furent autorisés à prendre leur or, leur argent et leurs autres objets de valeur.

### Installation en Inde
En Inde, ils sont confrontés à la barrière de la langue et une nourriture différente. Quand la famille Dewatshang arrive à Bomdila, des maisons sont prêtent pour les accueillirent dans des camps de réfugiés à Missamari dans l'Assam. Ils furent cependant rapidement remplis par les réfugiés, mais le climat et les conditions de vie entraînent la propagation de la rougeole, du choléra et de la malnutrition. La famille Dewatshang s'établit dans le village de Rupa près de Bomdila comme commerçant, espérant l'éventualité d'un retour dans un Tibet indépendant. Kunga envoye ses deux filles aînées à l'école à Dharamsala puis en France, et ouvre un magasin général. La guerre sino-indienne les amènent à fuir vers Shimla avant de retourner à Bomdila et de s'y installer, coïncidant avec la publication de la première autobiographie du dalaï-lama, Ma terre et mon peuple, leur apportant la reconnaissance  par la communauté tibétaine.

### Biographie
La biographie de Kunga est publiée 1997 par son fils, Dorjee Wangdi Dewatshang, qui persuade son père de l'écrire. Cependant, Kunga Samten est mort en 1985, avant la fin d'une ébauche de manuscrit. Dorjee Wangdi Dewatshang consulta alors des personnes ayant connu son père, dont des compagnons de résistance comme Genbu Norbu, Gyapon Kelsang Damdul, Ratug Ngawang, Aso, Lawu Bhuga, Aku Kelsang, Daki lama et Gyen Yadrug ainsi que sa mère. Avec l'aide éditoriale de Jeremy Russell, Dorjee Wangdi Dewatshang est l'auteur de Flight at the Cockoo's Behest, la biographie publiée en 1997 de son père. 
Dans l'avant-propos du livre, le dalaï-lama écrit : « En racontant l'histoire de sa propre vie, Kunga Samten met en lumière la vie d'une famille Khampa typique, sa place au sein de la communauté, sa relation avec le monastère local, etc. Il raconte la liberté et l'esprit d'entreprise avec lesquels il s'est mis à reconstruire la fortune de sa famille. Se lancer dans le commerce l'a amené à voyager beaucoup au Tibet et à faire la connaissance de nos voisins chinois et indiens. Il décrit le riche paysage qu'il a traversé et les charmantes créatures, plantes et arbres que l'on peut voir sur le chemin. Dans son récit des pèlerinages dans lesquels il emmena sa femme, il raconte en détail les monastères, temples et autres lieux saints qu'ils visitèrent. Il raconte ses exploits pour s'opposer aux envahisseurs chinois et ses jours d'exil plus calmes. Malheureusement, beaucoup de choses ont changé. Les familles tibétaines n'ont plus la liberté de vivre comme à l'époque de Kunga Samten. Ils doivent suivre les diktats d’une force d’occupation étrangère antipathique. La plupart des sites religieux qu’il décrit visiter n’existent plus, et ceux qui existent ne sont qu’un pâle reflet des lieux qu’ils étaient autrefois. Même l'environnement a été détruit. Les oiseaux et les animaux ont été chassés et les forêts ont été défrichées. Tout cela serait un motif de découragement, sauf qu'un élément de l'histoire de Kunga Samten n'a pas diminué, à savoir le courage, la résilience et la détermination du caractère tibétain. Il a fait preuve d'une confiance et d'une assurance qui lui ont permis de réussir. Aujourd'hui aussi, la détermination des Tibétains à retrouver leur liberté perdue est forte. J'ai une dette personnelle de gratitude envers Kunga Samten parce qu'il était un chef de ces courageux guérilleros tibétains qui nous ont conduit, moi et mon parti, contre toute attente, vers la sécurité ici en Inde. Le courage dont lui et ses compagnons ont fait preuve à travers le Tibet reste pour nous tous une inspiration pour ne jamais abandonner la lutte. »

### Mort
Kunga Samten Dewatshang est mort après une brève maladie dans un hôpital de la ville de Guwahati le 29 août 1985. Il a été incinéré le 2 septembre de la même année dans le camp tibétain de Tenzingang dans l'Arunachal Pradesh.
Kunga Samten Dewatshang laisse dans le deuil sa femme et ses enfants, dont Dorjee Wangdi Dewatshang, un architecte tibétain à la tête d'un cabinet d'architecture privé à New Delhi et œuvrant à sauvegarder l'architecture tibétaine et sa sœur Tinlay Choedon Dewatshang.

## Publications
- Kunga Samten Dewatshang, Escape from Lhasa, the Asian Age (en), New Delhi, 19 avril 1988[12]
- Dorjee Wangdi Dewatshang, préface du dalaï-lama, Flight at the Cuckoo's Behest: The Life and Times of a Tibetan Freedom Fighter by Kunga Samten Dewatshang,  Paljor Publications, 1997, 2002,  (ISBN 8186230114 et 9788186230114)